# HA標籤
HA標籤（HA-tag）是一種基於人流感病毒血凝素（Human influenza hemagglutinin）抗原的蛋白標籤，其化學本質爲一段來自人流感病毒血凝素98-106號氨基酸的短氨基酸序列。使用分子生物學手段將HA標籤序列接合到目的蛋白的一端後，就可以使用抗HA標籤的特異性抗體結合該重組蛋白，利於免疫組織化學（IHC）、Western Blotting等實驗的進行。

## 序列
HA標籤的氨基酸序列是：YPYDVPDYA（Y=Tyr,酪胺酸；D=Asp，天冬氨酸；P=Pro，脯氨酸；A=Ala，丙氨酸）
對應的DNA序列爲：5' TAC CCA TAC GAT GTT CCA GAT TAC GCT 3' 或 5' TAT CCA TAT GAT GTT CCA GAT TAT GCT 3'